# Ridgemark
Ridgemark – jednostka osadnicza w Stanach Zjednoczonych, w stanie Kalifornia, w hrabstwie San Benito.